# Guillaume Fouquet de la Varenne (évêque)
 Guillaume Fouquet de la Varenne  (né le à Limoges vers 1585 et mort à Angers le 9 janvier 1621) fut un abbé commendataire et un évêque d'Angers de 1616 à sa mort.

## Biographie
Guillaume Fouquet de la Varenne est le fils et homonyme de Guillaume Fouquet de la Varenne et de sa première épouse Catherine Foussard. Destiné à la vie religieuse, il est abbé commendataire à partir de 1599 de l'abbaye d'Ainay à Lyon. Il contrôle aussi l'abbaye Saint-Loup de Troyes et celle de Saint-Laumer à Blois et il rachète le 7 juin 1616 la commende de l'abbaye de Saint-Benoît-sur-Loire à Maximilien de Béthune pour 60 000 livres. À la demande de l'évêque d'Angers Charles Miron qui est en conflit avec son chapitre, il accepte de permuter certaines de ses abbayes contre le diocèse d'Angers et devient évêque le 13 juin ; il reçoit en commende l'abbaye Saint-Nicolas d'Angers. Il meurt après un épiscopat très bref de seulement quatre ans laissant une réputation de piété et de charité ; malgré les bénéfices ecclésiastiques qu'il contrôlait, il serait mort pauvre du fait des aumônes considérables qu'il avait effectuées. Après sa mort Charles Miron est réintégré dans son siège épiscopal.

## Source
- (en) catholic-hierarchy.org Bishop Guillaume Fouquet de la Varenne